# Championnats du monde de patinage artistique 1992
Navigation
Mondiaux 1991 Mondiaux 1993
Les championnats du monde de patinage artistique 1992 ont lieu du 24 au 29 mars 1992 à la Coliseum Arena d'Oakland aux États-Unis.
Pour la première fois aux mondiaux, quarante patineuses participent à la compétition individuelle féminine et vingt couples participent à la compétition des couples artistiques.

## Qualifications
Les patineurs sont éligibles à l'épreuve s'ils représentent une nation membre de l'Union internationale de patinage (International Skating Union en anglais). Les fédérations nationales sélectionnent leurs patineurs en fonction de leurs propres critères.
Sur la base des résultats des championnats du monde 1991, l'Union internationale de patinage autorise chaque pays à avoir de une à trois inscriptions par discipline. Les inscriptions gagnées par l'Union soviétique l'année précédente sont transférées à la communauté des États indépendants.
| Entrées                                                    | Messieurs                          | Dames                                                      | Couples                            | Danse sur glace                           |
| ---------------------------------------------------------- | ---------------------------------- | ---------------------------------------------------------- | ---------------------------------- | ----------------------------------------- |
| 3                                                          | Canada Union soviétique États-Unis | États-Unis                                                 | Canada Union soviétique États-Unis | France Union soviétique                   |
| 2                                                          | France Japon Tchécoslovaquie       | Allemagne Canada France Japon Royaume-Uni Union soviétique | Allemagne Tchécoslovaquie          | Canada Finlande Hongrie Italie États-Unis |
| Les pays non listés dans ce tableau ont droit à une entrée |                                    |                                                            |                                    |                                           |

## Podiums
| Épreuves                            | Or                                   | Argent                           | Bronze                               |
| ----------------------------------- | ------------------------------------ | -------------------------------- | ------------------------------------ |
| Messieurs résultats détaillés       | Viktor Petrenko                      | Kurt Browning                    | Elvis Stojko                         |
| Dames résultats détaillés           | Kristi Yamaguchi                     | Nancy Kerrigan                   | Chen Lu                              |
| Couples résultats détaillés         | Natalia Mishkutenok / Artur Dmitriev | Radka Kovaříková / René Novotný  | Isabelle Brasseur / Lloyd Eisler     |
| Danse sur glace résultats détaillés | Marina Klimova / Sergueï Ponomarenko | Maïa Oussova / Alexandre Jouline | Oksana Grichtchouk / Ievgueni Platov |

## Tableau des médailles
| Rang  | Nation                            | Or | Argent | Bronze | Total |
| ----- | --------------------------------- | -- | ------ | ------ | ----- |
| 1     | Communauté des États indépendants | 3  | 1      | 1      | 5     |
| 2     | États-Unis                        | 1  | 1      | 0      | 2     |
| 3     | Canada                            | 0  | 1      | 2      | 3     |
| 4     | Tchécoslovaquie                   | 0  | 1      | 0      | 1     |
| 5     | Chine                             | 0  | 0      | 1      | 1     |
| Total | Total                             | 4  | 4      | 4      | 12    |

## Détails des compétitions
Pour la saison 1991/1992, les calculs des points se font selon la méthode suivante :
- chez les Messieurs, les Dames et les Couples artistiques (0.5 point par place pour le programme court, 1 point par place pour le programme libre)
- en danse sur glace (0.4 point par place pour les deux danses imposées, 0.6 point par place pour la danse originale, 1 point par place pour la danse libre)

### Messieurs
| Rang                                        | Nom                    | Nation           | Points | Prog. court | Prog. libre |
| ------------------------------------------- | ---------------------- | ---------------- | ------ | ----------- | ----------- |
| 1                                           | Viktor Petrenko        | CEI              | 1.5    | 1           | 1           |
| 2                                           | Kurt Browning          | Canada           | 3.5    | 3           | 2           |
| 3                                           | Elvis Stojko           | Canada           | 5.0    | 4           | 3           |
| 4                                           | Christopher Bowman     | États-Unis       | 7.5    | 5           | 5           |
| 5                                           | Mark Mitchell          | États-Unis       | 8.0    | 8           | 4           |
| 6                                           | Petr Barna             | Tchécoslovaquie  | 8.0    | 2           | 7           |
| 7                                           | Todd Eldredge          | États-Unis       | 9.0    | 6           | 6           |
| 8                                           | Aleksey Urmanov        | CEI              | 12.5   | 7           | 9           |
| 9                                           | Philippe Candeloro     | France           | 15.5   | 15          | 8           |
| 10                                          | Vyacheslav Zahorodnyuk | CEI              | 16.0   | 12          | 10          |
| 11                                          | Cornel Gheorghe        | Roumanie         | 16.0   | 10          | 11          |
| 12                                          | Grzegorz Filipowski    | Pologne          | 17.5   | 11          | 12          |
| 13                                          | Michael Slipchuk       | Canada           | 20.5   | 9           | 16          |
| 14                                          | Konstantin Kostin      | Lettonie         | 22.0   | 16          | 14          |
| 15                                          | Mirko Eichhorn         | Allemagne        | 22.0   | 14          | 15          |
| 16                                          | Steven Cousins         | Royaume-Uni      | 23.5   | 21          | 13          |
| 17                                          | Ralph Burghart         | Autriche         | 26.5   | 17          | 18          |
| 18                                          | Cameron Medhurst       | Australie        | 27.0   | 20          | 17          |
| 19                                          | Masakazu Kagiyama      | Japon            | 27.5   | 13          | 21          |
| 20                                          | Gilberto Viadana       | Italie           | 30.0   | 22          | 19          |
| 21                                          | Michael Tyllesen       | Danemark         | 31.0   | 18          | 22          |
| 22                                          | Zhongyi Jiao           | Chine            | 31.5   | 23          | 20          |
| 23                                          | Mitsuhiro Murata       | Japon            | 33.5   | 19          | 24          |
| 24                                          | Jan Erik Digernes      | Norvège          | 35.0   | 24          | 23          |
| Patineurs éliminés après le programme court |                        |                  |        |             |             |
| 25                                          | Christopher Blong      | Nouvelle-Zélande |        | 25          | NC          |
| 26                                          | Alexander Chang        | Taipei chinois   |        | 26          | NC          |
| 27                                          | Tomislav Čižmešija     | Croatie          |        | 27          | NC          |
| 28                                          | Ivan Dinev             | Bulgarie         |        | 28          | NC          |
| 29                                          | Jorge La Farga         | Espagne          |        | 29          | NC          |
| 30                                          | Oula Jääskeläinen      | Finlande         |        | 30          | NC          |
| 31                                          | Kim Se-yol             | Corée du Sud     |        | 31          | NC          |
| 32                                          | Péter Kovács           | Hongrie          |        | 32          | NC          |
| 33                                          | Axel Médéric           | France           |        | 33          | NC          |
| 34                                          | Patrick Meier          | Suisse           |        | 34          | NC          |
| 35                                          | Dino Quattrocecere     | Afrique du Sud   |        | 35          | NC          |

### Dames
| Rang                                          | Nom                | Nation           | Points | Prog. court | Prog. libre |
| --------------------------------------------- | ------------------ | ---------------- | ------ | ----------- | ----------- |
| 1                                             | Kristi Yamaguchi   | États-Unis       | 1.5    | 1           | 1           |
| 2                                             | Nancy Kerrigan     | États-Unis       | 3.5    | 3           | 2           |
| 3                                             | Chen Lu            | Chine            | 5.0    | 2           | 4           |
| 4                                             | Laëtitia Hubert    | France           | 5.5    | 5           | 3           |
| 5                                             | Josée Chouinard    | Canada           | 8.0    | 6           | 5           |
| 6                                             | Tonya Harding      | États-Unis       | 8.0    | 4           | 6           |
| 7                                             | Alice Sue Claeys   | Belgique         | 12.0   | 8           | 8           |
| 8                                             | Yuka Sato          | Japon            | 12.5   | 11          | 7           |
| 9                                             | Karen Preston      | Canada           | 12.5   | 7           | 9           |
| 10                                            | Patricia Neske     | Allemagne        | 14.5   | 9           | 10          |
| 11                                            | Surya Bonaly       | France           | 17.0   | 10          | 12          |
| 12                                            | Marina Kielmann    | Allemagne        | 17.5   | 13          | 11          |
| 13                                            | Tatiana Rachkova   | CEI              | 21.5   | 17          | 13          |
| 14                                            | Joanne Conway      | Royaume-Uni      | 22.0   | 12          | 16          |
| 15                                            | Charlene Von Saher | Royaume-Uni      | 22.5   | 15          | 15          |
| 16                                            | Nathalie Krieg     | Suisse           | 23.5   | 19          | 14          |
| 17                                            | Krisztina Czakó    | Hongrie          | 25.0   | 16          | 17          |
| 18                                            | Lily Lyoonjung Lee | Corée du Sud     | 26.0   | 14          | 19          |
| 19                                            | Junko Yaginuma     | Japon            | 27.0   | 18          | 18          |
| 20                                            | Anisette Torp-Lind | Danemark         | 30.5   | 21          | 20          |
| 21                                            | Irena Zemanová     | Tchécoslovaquie  | 32.0   | 22          | 21          |
| 22                                            | Helene Persson     | Suède            | 33.5   | 23          | 22          |
| 23                                            | Tamara Heggen      | Australie        | 34.0   | 20          | 24          |
| 24                                            | Alma Lepina        | Lettonie         | 35.0   | 24          | 23          |
| Patineuses éliminées après le programme court |                    |                  |        |             |             |
| 25                                            | Mojca Kopač        | Slovénie         |        | 25          | NC          |
| 26                                            | Julia Vorobieva    | CEI              |        | 26          | NC          |
| 27                                            | Viktoria Dimitrova | Bulgarie         |        | 27          | NC          |
| 28                                            | Zuzanna Szwed      | Pologne          |        | 28          | NC          |
| 29                                            | Marion Krijgsman   | Pays-Bas         |        | 29          | NC          |
| 30                                            | Olga Vassiljeva    | Estonie          |        | 30          | NC          |
| 31                                            | Laia Papell        | Espagne          |        | 31          | NC          |
| 32                                            | Željka Čižmešija   | Croatie          |        | 32          | NC          |
| 33                                            | Margaret Schlater  | Italie           |        | 33          | NC          |
| 34                                            | Mila Kajas         | Finlande         |        | 34          | NC          |
| 35                                            | Rosanna Blong      | Nouvelle-Zélande |        | 35          | NC          |
| 36                                            | Anita Thorenfeldt  | Norvège          |        | 36          | NC          |
| 37                                            | Edita Katkauskaite | Lituanie         |        | 37          | NC          |
| 38                                            | Janie La-lin Weng  | Taipei chinois   |        | 38          | NC          |
| 39                                            | Juanita-Anne Yorke | Afrique du Sud   |        | 39          | NC          |
| 40                                            | Lidija Hodzar      | Yougoslavie      |        | 40          | NC          |

### Couples
| Rang | Nom                                    | Nation          | Points | Prog. court | Prog. libre |
| ---- | -------------------------------------- | --------------- | ------ | ----------- | ----------- |
| 1    | Natalia Mishkutenok / Artur Dmitriev   | CEI             | 1.5    | 1           | 1           |
| 2    | Radka Kovaříková / René Novotný        | Tchécoslovaquie | 3.5    | 3           | 2           |
| 3    | Isabelle Brasseur / Lloyd Eisler       | Canada          | 4.0    | 2           | 3           |
| 4    | Elena Bechke / Denis Petrov            | CEI             | 7.0    | 6           | 4           |
| 5    | Evgenia Shishkova / Vadim Naumov       | CEI             | 7.0    | 4           | 5           |
| 6    | Peggy Schwarz / Alexander König        | Allemagne       | 10.0   | 8           | 6           |
| 7    | Calla Urbanski / Rocky Marval          | États-Unis      | 10.5   | 7           | 7           |
| 8    | Natasha Kuchiki / Todd Sand            | États-Unis      | 11.5   | 5           | 8           |
| 9    | Christine Hough / Doug Ladret          | Canada          | 15.0   | 12          | 9           |
| 10   | Sherry Ball / Kris Wirtz               | Canada          | 15.0   | 10          | 10          |
| 11   | Jenni Meno / Scott Wendland            | États-Unis      | 15.5   | 9           | 11          |
| 12   | Leslie Monod / Cédric Monod            | Suisse          | 18.5   | 13          | 12          |
| 13   | Anuschka Gläser / Stefan Pfrengle      | Allemagne       | 18.5   | 11          | 13          |
| 14   | Danielle Carr / Stephen Carr           | Australie       | 21.0   | 14          | 14          |
| 15   | Anna Tabacchi / Massimo Salvade        | Italie          | 24.5   | 19          | 15          |
| 16   | Katarzyna Głowacka / Krzysztof Korcarz | Pologne         | 24.5   | 17          | 16          |
| 17   | Kathryn Pritchard / Jason Briggs       | Royaume-Uni     | 25.5   | 15          | 18          |
| 18   | Elaine Asanakis / Mark Naylor          | Grèce           | 26.0   | 18          | 17          |
| 19   | Line Haddad / Sylvain Privé            | France          | 27.0   | 16          | 19          |
| 20   | Choi Jung-hoo / Lee Yong-min           | Corée du Sud    | 30.0   | 20          | 20          |

### Danse sur glace
| Rang                                               | Nom                                     | Nation          | Points | Danse imposée 1 | Danse imposée 2 | Danse originale | Danse libre |
| -------------------------------------------------- | --------------------------------------- | --------------- | ------ | --------------- | --------------- | --------------- | ----------- |
| 1                                                  | Marina Klimova / Sergueï Ponomarenko    | CEI             | 2.0    | 1               | 1               | 1               | 1           |
| 2                                                  | Maïa Oussova / Alexandre Jouline        | CEI             | 4.0    | 2               | 2               | 2               | 2           |
| 3                                                  | Oksana Grichtchouk / Ievgueni Platov    | CEI             | 6.0    | 3               | 3               | 3               | 3           |
| 4                                                  | Stefania Calegari / Pasquale Camerlengo | Italie          | 8.0    | 4               | 4               | 4               | 4           |
| 5                                                  | Susanna Rahkamo / Petri Kokko           | Finlande        | 10.0   | 5               | 5               | 5               | 5           |
| 6                                                  | Sophie Moniotte / Pascal Lavanchy       | France          | 12.0   | 6               | 6               | 6               | 6           |
| 7                                                  | Dominique Yvon / Frédéric Palluel       | France          | 14.0   | 7               | 7               | 7               | 7           |
| 8                                                  | Kateřina Mrázová / Martin Šimeček       | Tchécoslovaquie | 16.4   | 8               | 10              | 8               | 8           |
| 9                                                  | April Sargent / Russ Witherby           | États-Unis      | 17.8   | 9               | 8               | 9               | 9           |
| 10                                                 | Aliki Stergiadu / Juris Razgulaevs      | Lettonie        | 19.8   | 10              | 9               | 10              | 10          |
| 11                                                 | Jennifer Goolsbee / Hendryk Schamberger | Allemagne       | 22.4   | 12              | 12              | 11              | 11          |
| 12                                                 | Jacqueline Petr / Mark Janoschak        | Canada          | 23.6   | 11              | 11              | 12              | 12          |
| 13                                                 | Anna Croci / Luca Mantovani             | Italie          | 26.0   | 13              | 13              | 13              | 13          |
| 14                                                 | Regina Woodward / Csaba Szentpétery     | Hongrie         | 28.0   | 14              | 14              | 14              | 14          |
| 15                                                 | Rachel Mayer / Peter Breen              | États-Unis      | 30.0   | 15              | 15              | 15              | 15          |
| 16                                                 | Penny Mann / Juan Carlos Noria          | Canada          | 32.0   | 16              | 16              | 16              | 16          |
| 17                                                 | Margarita Drobiazko / Povilas Vanagas   | Lituanie        | 34.0   | 17              | 17              | 17              | 17          |
| 18                                                 | Valérie Le Tensorer / Jörg Kienzle      | Suisse          | 37.0   | 19              | 22              | 18              | 18          |
| 19                                                 | Melanie Bruce / Andrew Place            | Royaume-Uni     | 37.6   | 18              | 18              | 19              | 19          |
| 20                                                 | Agnieszka Domańska / Marcin Głowacki    | Pologne         | 40.2   | 22              | 19              | 20              | 20          |
| 21                                                 | Albena Denkova / Hristo Nikolov         | Bulgarie        | 42.0   | 21              | 21              | 21              | 21          |
| 22                                                 | Kaoru Takino / Kenji Takino             | Japon           | 43.2   | 20              | 20              | 22              | 22          |
| 23                                                 | Noemi Vedres / Endre Szentirmai         | Hongrie         | 46.0   | 23              | 23              | 23              | 23          |
| 24                                                 | Monica MacDonald / Duncan Smart         | Australie       | 48.0   | 24              | 24              | 24              | 24          |
| Couples de danse éliminés après la danse originale |                                         |                 |        |                 |                 |                 |             |
| 25                                                 | Jung Sung-min / Jung Sung-ho            | Corée du Sud    |        | 25              | 25              | 25              | NC          |
| 26                                                 | Fiona Kirk / Clinton King               | Afrique du Sud  |        | 26              | 26              | 26              | NC          |